# 本多忠次 (榎本藩嫡子)
本多 忠次（ほんだ ただつぐ）は、江戸時代前期の人物。下野国榎本藩主・本多忠純の世嗣であったが、早世した。

## 生涯
榎本藩主・本多忠純の長男として誕生。忠純の正室は片桐氏であるが、忠次の母は「某氏」とある。
本多家の嫡子（次期家督）として位置づけられ、寛永元年（1624年）、15歳の時に将軍徳川家光に拝謁した。なお、通称の「大学」は父の忠純も名乗った名である。
しかし、家督を相続することなく寛永3年（1626年）に17歳で早世した。
忠次の死後、従兄弟に当たる政遂が忠純の婿養子に迎えられ、嫡子となった。